# Allantophomopsis peregrina
Allantophomopsis peregrina är en svampart som beskrevs av Petr. & Cif. 1930. Allantophomopsis peregrina ingår i släktet Allantophomopsis och familjen Phacidiaceae.   Inga underarter finns listade i Catalogue of Life.